# Star Wars: Dark Forces
Star Wars: Dark Forces — компьютерная игра, разработанная LucasArts и выпущенная в 1995 году. Игра представляет собой шутер от первого лица (англ. First Person Shooter, FPS) для PC, Macintosh и PlayStation и является первым официальным шутером во вселенной «Звёздных войн».

## Сюжет
История развивается до и после событий фильма «Звёздные войны. Эпизод IV: Новая надежда». Главный герой игры — Кайл Катарн, бывший курсант имперского военного училища, переметнувшийся на сторону повстанцев после того, как при невыясненных обстоятельствах погиб его отец, а руководство училища не дало ему увольнительную для того, чтобы принять участие в похоронах.
Нанеся удар со своей секретной базы, мятежники атаковали имперский центр на Дануте, где находились данные по новому сверхоружию Империи. По приказу лидера Альянса повстанцев Мон Мотмы нанятый мятежниками Кайл Катарн с боем проникает на базу и достигает контрольной комнаты, где и находит планы. Полученные данные оказались частью планов «Звезды Смерти». Собрав все данные воедино, мятежники передают их принцессе Лее, находящейся на корабле «Тантив IV» в системе Раллтиир. Собранные данные стали основой для первой крупной победы мятежников — битве при Явине, в ходе которой была уничтожена первая «Звезда Смерти» Империи.
После битвы на Явине Кайла посылают выяснить обстоятельства атаки на базу Альянса на Талае ранее неизвестным типом штурмовиков. Кайл Катарн прилетает на Талай, где находит огромный бластер, который не смог бы поднять ни один нормальный человек. Так Кайл узнает об имперском проекте по созданию тёмных солдат, возглавляемым генералом Ромом Мохком.
Генерал Мохк, ведущий ученый в Галактической Империи, изучал боевых дроидов, использовавшихся Конфедерацией в Войнах Клонов. Желая исправить недостатки дроидов, Мохк создает новое поколение штурмовиков. Используя боевой скелет дроида и толстую броню, он создал суперсолдат, которых назвал «Тёмными штурмовиками». В качестве ответной меры за уничтожение Звезды Смерти, а также для тестирования своей новой разработки, с санкции Дарта Вейдера Мохк высаживает отряд Тёмных штурмовиков в поддерживающем мятежников городе Так, на планете Талай. Страшная битва завершилась ужасным поражением мятежников с большими потерями среди солдат и гражданского населения.
Каждая миссия приближает Кайла к «Дуге Молота», сверхсекретной космической фабрике по производству тёмных солдат и источнику проекта.

## Игровой процесс
Игра была типичным шутером от первого лица тех лет, очень похожим по игровому процессу на Doom и Duke Nukem 3D. Многие полагают, что игра была создана в ответ на растущую популярность неофициальных уровней на тему «Звёздных войн» для Doom.
Dark Forces стала одним из первых экшенов, в котором у оружия появился альтернативный тип стрельбы. Оружие, используемое в игре, ранее не появлялось где-либо ещё во вселенной «Звёздных войн»; игровой дизайнер Джастин Фишер признался, что оружие вроде бластера Брайеса и мортиры Паккарда названы в честь композитора Гэвина Брайерса и автомобилей «Packard» 1950-х годов. Хотя в игре не присутствуют световые мечи (так как Кайл Катарн ещё не стал джедаем), после многих обсуждений меч появился в продолжении.
В отличие от Doom-ориентированных игр, Dark Forces пыталась приблизиться к реалистичности — миссии иногда прерываются развивающими события сюжетными вставками. Каждая миссия имеет свой брифинг и свои цели, вроде поиска вещей или установки взрывчатки, вместо просто уничтожения врагов и поиска выхода; некоторые уровни умышленно были спроектированы так, чтобы их нельзя было пройти быстро, и также включают различные загадки. Уровни представляют собой базы, шахты, заводы и места, известные во вселенной Звёздных войн, вроде интерьеров крейсера Империи, космической яхты Джаббы Хатта, Корусанта и других планет.
В роли врагов выступают имперские штурмовики, гаморреанцы, Келл Драконы и другие существа из «Звёздных войн».

## Разработка
Для первого шутера по Звёздным войнам LucasArts разработала собственный движок Jedi Engine, который содержал много особенностей, отличающих его от других игр тех лет: возможность нахождения комнаты над комнатой на уровне, поддержка полигональных объектов, реализация погодных эффектов (дымка и туман), возможности смотреть вверх и вниз, приседать и прыгать. Тем не менее движок не был идеальным — экран сильно искажается при взгляде наверх или вниз из-за отсутствия перспективной коррекции.
Разработка игры началась в сентябре 1993 года, когда жанр шутеров от первого лица уже набрал большую популярность. Первоначально планировалось, что главным героем станет Люк Скайуокер, однако позднее разработчики пришли к выводу, что это может привести к сильным несоответствиям в игровом процессе и сюжете, из-за чего в игру был введен перебежчик и наёмник Кайл Катран, новый персонаж во вселенной «Звёздных войн». Новым элементом также стали и Тёмные штурмовики, прошедшие перед этим несколько этапов дизайна внешнего вида.
Технически движок Jedi Engine состоит из двух независимых частей: рендеринг псевдотрёхмерной спрайтовой графики (спрайты врагов, оружия предметов) и рендеринг трёхмерных объектов (лазерные лучи, космические корабли, модель «Звезды Смерти»).
Разработчики Dark Forces изначально предполагали распространять игру на дискетах и компакт-дисках. В конце концов игра была выпущена только на компакт-дисках, так как готовая игра заняла бы около 20 дискет — на компакт-диске игра занимала около 75 Мб. Также использование диска позволило вставить видеоролики в начало и конец каждой миссии. Первоначально ролики состояли из большого количества аудио. Сцены были сделаны по схеме похожей на то, что LucasArts использовала в том же TIE Fighter (движок Landru). Сиквел Dark Forces II представлял уже новый уровень сценок с FMV.
Изначально предполагалось, что первый уровень будет базироваться на имперском звёздном разрушителе (англ. Star Destroyer), но позднее эта часть дизайна уровней была перенесена в более позднюю миссию. Первый уровень также был включён в бесплатную демоверсию игры.
Dark Forces использует iMUSE от LucasArts, музыкальный движок, проигрывающий саундтрек в реальном времени, основываясь на событиях, происходящих в данный момент в игре. Саундтрек же был написан Клинтом Баякианом, работающим на LucasArts многие годы.
Позднее Dark Forces была портирована на Mac OS и PlayStation. По словам разработчика, занимавшегося портированием на Macintosh, технические требования LucasArts запускать игру на идентичных по производительности компьютерах PC и Macintosh привели к некоторым трудностям: на компьютере с Mac OS большая часть ОЗУ отводилась для графического интерфейса, которую невозможно освободить, из-за чего фактически для игры остаётся меньше памяти, чем на компьютере с DOS. Эта проблема заставила программистов оптимизировать движок для более эффективного потребления памяти.

## Продолжения
Dark Forces стала одним из хитов LucasArts. Во время выхода игра была распродана с тиражом в 300 тысяч копий, а за следующие пять лет это число выросло до 952 тысяч, что позволило игре занять одиннадцатое место в списке самых продаваемых игр за 1993—1999 годы. Dark Forces приобрела множество поклонников, создавших множество пользовательских уровней и карт для игры.
Видя успех Dark Forces, LucasArts выпустила с помощью Hasbro сопутствующие товары к ней, включая фигурки Кайла Катрана и Тёмного штурмовика. Сами Тёмные штурмовики стали частью Расширенной вселенной Звёздных Войн, появившись в различных комиксах и книгах.
Вскоре последовали новелизация и сиквел, Star Wars: Jedi Knight: Dark Forces II. Jedi Knight породил целую серию игр, включая дополнение, Star Wars Jedi Knight: Mysteries of the Sith и новые игры: Star Wars Jedi Knight II: Jedi Outcast и Star Wars: Jedi Knight: Jedi Academy. Вся серия, за исключением Dark Forces, фокусируется на приключениях Кайла Катарна после событий фильма «Звёздные войны. Эпизод VI: Возвращение джедая». После первой Jedi Knight игры название Dark Forces исчезло из серии.
В сентябре 2009 года Dark Forces была переиздана в Steam в составе полной игровой серии «Jedi Knight» для ОС Windows (используется эмуляция через DOSBox).
29 апреля 2010 года игра стала доступна в PlayStation Network в составе «PSone Classic».

## Критика
| Сводный рейтинг    | Сводный рейтинг | Сводный рейтинг |
| Издание            | Оценка          | Оценка          |
| Издание            | PC              | PS              |
| ------------------ | --------------- | --------------- |
| GameRankings       | 77 %            | 59,57 %         |
| Иноязычные издания |                 |                 |
| Издание            | Оценка          | Оценка          |
| Издание            | PC              | PS              |
| AllGame            | [ 17 ]          |                 |
| Edge               | 7/10            |                 |
| EGM                |                 | 4,875/10        |
| GameSpot           | 7,6/10          | 5,4/10          |
| IGN                |                 | 5/10            |
| PC Gamer (US)      | 92 %            |                 |
| PC Zone            | 95 %            |                 |

Версии игры для DOS и Mac OS были хорошо встречены игровыми изданиями, средний рейтинг версии для DOS на GameRankings составил 77 %. Большинство изданий сравнивали игру с Doom, безусловным лидером в жанре шутера от первого лица своего времени, отмечая, что в некоторых деталях Dark Forces удалось превзойти именитого соперника. Основными недостатками игры большинство критиков назвало слишком короткий сюжет и отсутствие многопользовательской игры.
Игровой процесс Dark Forces также получил положительную оценку. Рецензентом GameSpot отдельно была отмечена реализация головоломок в игре, разнообразие которой разительно отличается от простого поиска нужного ключа на уровне.
Версия для PlayStation получила менее позитивные оценки: общий рейтинг на GameRankings составил 59,57 %. Основной критики была удостоена раздражающая рваная анимация происходящего на экране, обусловленная низким фреймрейтом.